# 지엘로나문

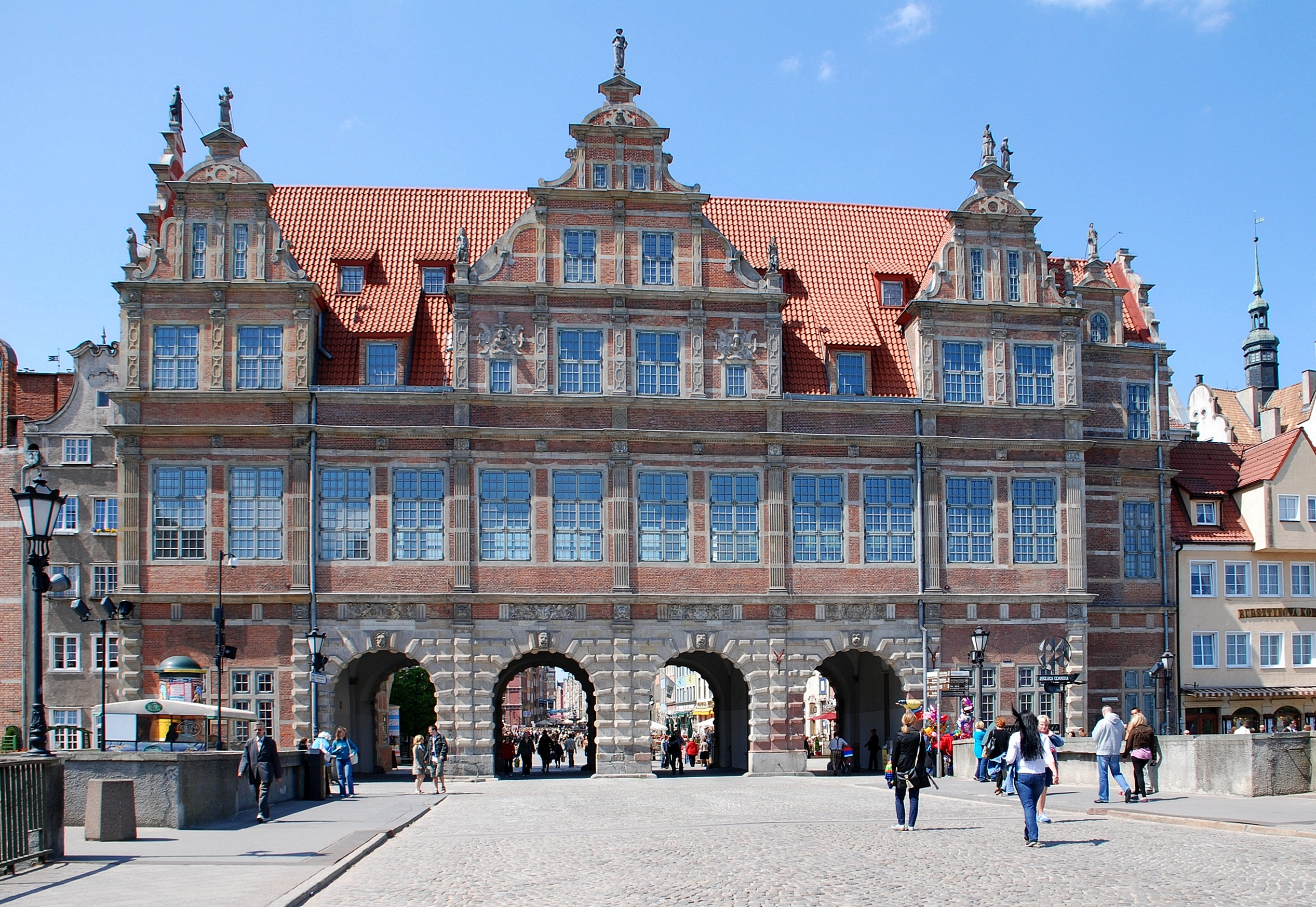
지엘로나문

지엘로나문(폴란드어: Brama Zielona)은 폴란드 포모제주 그단스크에 있는 건축물이다. 드우기 타르크와 모트와바강 사이에 있다. 안트베르펜 시청사에서 영감을 받은 것으로 여겨진다.

## 역사
1568-71년 폴란드 군주의 공식 거주지로 지어졌다. 암스테르담 건축가 레그니에(또는 라이너 판 암스테르담)의 작품이며, 그단스크의 플랑드르 건축 영향을 반영하고 있다. 드레스덴의 한스 크라머가 건설 계획을 담당했다.
오늘날 지엘로나문에는 그단스크 국립박물관이 들어서 있다.